# Nilo Coelho
Nilo de Sousa Coelho GCIH (Petrolina, 2 de novembro de 1920 — São Paulo, 9 de novembro de 1983) foi um industrial, médico e político brasileiro.

## Biografia
Filho do coronel Clementino de Souza Coelho e Josefa Coelho, e pentaneto por duas linhas paternas do fidalgo português Dom Valério Coelho Rodrigues. 
Estudou o secundário no Colégio da Bahia e Ingressou no superior na Faculdade de Medicina de Salvador. Em 1947, foi eleito deputado estadual pelo Partido Social Democrático, para o mandato de 1947 a 1950. Foi eleito deputado federal em 1951. 
Foi secretário da Fazenda do Estado de Pernambuco de 1952 a 1954 e nomeado governador biônico de Pernambuco pelo presidente Castelo Branco, para o quatriênio 1967/1971. Em 1971, Nilo Coelho concedeu a Frei Damião a Medalha Pernambucana do Mérito.
A 10 de Junho de 1974 foi agraciado com a Grã-Cruz da Ordem do Infante D. Henrique de Portugal.
Em 1978, foi eleito senador pela ARENA-I com a ajuda dos votos do candidato Cid Sampaio, da ARENA-II.
Foi Presidente do Senado no ano de 1983, representante do Estado de Pernambuco, tendo exercido o mandato de senador no período de 1979 a 1987. Faleceu no exercício da presidência do Senado em 9 de novembro de 1983, assumindo em seu lugar o senador Moacir Dalla em 11 de novembro de 1983. O cálculo dos votos era feito através da soma das sub-legendas e deu a vitória a Nilo, mesmo este tendo menos votos que o candidato da oposição, Jarbas Vasconcelos (MDB). Quando presidiu o PDS disse sua mais famosa frase - "Não sou presidente do Congresso do PDS; sou presidente do Congresso do Brasil".
Dá nome à medalha concedida pela Prefeitura do Município de Petrolina a personalidades políticas e culturais da região.

## Descendente da Família Coelho Rodrigues
|  |  |  |  |               |               | Josefa Maria de Souza dos Santos | Josefa Maria de Souza dos Santos | Josefa Maria de Souza dos Santos | Josefa Maria de Souza dos Santos | Josefa Maria de Souza dos Santos | Josefa Maria de Souza dos Santos |                         |                         |                         |                         |                         |                         | Clementino de Souza Coelho (Coronel Quelê) | Clementino de Souza Coelho (Coronel Quelê) | Clementino de Souza Coelho (Coronel Quelê) | Clementino de Souza Coelho (Coronel Quelê) | Clementino de Souza Coelho (Coronel Quelê) | Clementino de Souza Coelho (Coronel Quelê) |                      |                      |
|  |  |  |  |               |               | Josefa Maria de Souza dos Santos | Josefa Maria de Souza dos Santos | Josefa Maria de Souza dos Santos | Josefa Maria de Souza dos Santos | Josefa Maria de Souza dos Santos | Josefa Maria de Souza dos Santos |                         |                         |                         |                         |                         |                         | Clementino de Souza Coelho (Coronel Quelê) | Clementino de Souza Coelho (Coronel Quelê) | Clementino de Souza Coelho (Coronel Quelê) | Clementino de Souza Coelho (Coronel Quelê) | Clementino de Souza Coelho (Coronel Quelê) | Clementino de Souza Coelho (Coronel Quelê) |                      |                      |
|  |  |  |  |               |               |                                  |                                  |                                  |                                  |                                  |                                  |                         |                         |                         |                         |                         |                         |                                            |                                            |                                            |                                            |                                            |                                            |                      |                      |
|  |  |  |  |               |               |                                  |                                  |                                  |                                  |                                  |                                  |                         |                         |                         |                         |                         |                         |                                            |                                            |                                            |                                            |                                            |                                            |                      |                      |
|  |  |  |  | Eunice Morais | Eunice Morais | Eunice Morais                    | Eunice Morais                    | Eunice Morais                    | Eunice Morais                    |                                  |                                  | Gercino de Souza Coelho | Gercino de Souza Coelho | Gercino de Souza Coelho | Gercino de Souza Coelho | Gercino de Souza Coelho | Gercino de Souza Coelho |                                            |                                            | Nilo de Souza Coelho                       | Nilo de Souza Coelho                       | Nilo de Souza Coelho                       | Nilo de Souza Coelho                       | Nilo de Souza Coelho | Nilo de Souza Coelho |
|  |  |  |  | Eunice Morais | Eunice Morais | Eunice Morais                    | Eunice Morais                    | Eunice Morais                    | Eunice Morais                    |                                  |                                  | Gercino de Souza Coelho | Gercino de Souza Coelho | Gercino de Souza Coelho | Gercino de Souza Coelho | Gercino de Souza Coelho | Gercino de Souza Coelho |                                            |                                            | Nilo de Souza Coelho                       | Nilo de Souza Coelho                       | Nilo de Souza Coelho                       | Nilo de Souza Coelho                       | Nilo de Souza Coelho | Nilo de Souza Coelho |
|  |  |  |  |               |               |                                  |                                  |                                  |                                  |                                  |                                  |                         |                         |                         |                         |                         |                         |                                            |                                            |                                            |                                            |                                            |                                            |                      |                      |
|  |  |  |  |               |               |                                  |                                  | Nilo Moraes Coelho               |                                  |                                  |                                  |                         |                         |                         |                         |                         |                         |                                            |                                            |                                            |                                            |                                            |                                            |                      |                      |

### Ramificações familiares
Nilo de Souza Coelho nasceu em Petrolina, estado de Pernambuco, em 02 de novembro de 1920. Filho do coronel Clementino de Souza Coelho e de Dona Josefa Coelho. 
Fazia parte da tradicional família Coelho Rodrigues de Paulistana, estado do Piauí, com raízes genealógicas na Freguesia de Paço de Sousa, no Distrito do Porto, em Portugal, visto que era tetraneto de Lourenço Rodrigues Coelho e de Valério Coelho Rodrigues Filho, sendo, portanto, pentaneto por duas linhas paternas de Domiciana Vieira de Carvalho e de Dom Valério Coelho Rodrigues.
Seu tetravô, Lourenço Rodrigues Coelho, foi Membro da Junta Trina de Governos da Capitania do Piauí, no ano de 1797, na qualidade de vereador mais velho do senado da câmara de Oeiras.
Seu pentavô, Valério Coelho Rodrigues, nasceu em Portugal e morou a maior parte de sua vida na Fazenda Paulista, atualmente município de Paulistana. Valério foi um personagem importante no processo de colonização portuguesa no Piauí, em virtude de ter ter sido um dos desbravadores do interior do Estado ao longo do Século XVIII, tendo firmado importantes raízes históricas e sociais na Região e gerado uma vasta família com descendência que se projeta na política nacional do Brasil até os dias de hoje.
Valério Coelho Rodrigues atuou como político, sendo eleito de pelouros diversas vezes para o senado da câmara de Oeiras. Entre 1754 e 1756, ele também ocupou o cargo de juiz ordinário na antiga capital da Capitania do Piauí. Em 1769, exerceu novamente o cargo de juiz ordinário de Oeiras. Em seguida, até o ano de 1771, ocupou os cargos reunidos de ouvidor-geral, provedor da real fazenda e dos defuntos e ausentes, capelas e resíduos da capitania, tendo sido indicado para mestre-de-campo do terço de infantaria auxiliar da guarnição do Piauí.
Como forma de homenagear Valério Coelho Rodrigues, o Governador do Piauí instituiu a Ordem Estadual Valério Coelho Rodrigues, pelo Decreto nº 15.311, de 19 de agosto de 2013, com a finalidade de agraciar cidadãos que se destacam por serviços de excepcional relevância prestados ao Estado.

## Mandatos
- Deputado estadual: 1947 - 1950
- Deputado federal: 1951 - 1955
- Deputado federal: 1955 - 1959
- Deputado federal: 1959
- Deputado federal: 1963 - 1967
- Governador: 1967 - 1971
- Senador: 1979 - 1983